# 栃木県道48号大田原氏家線

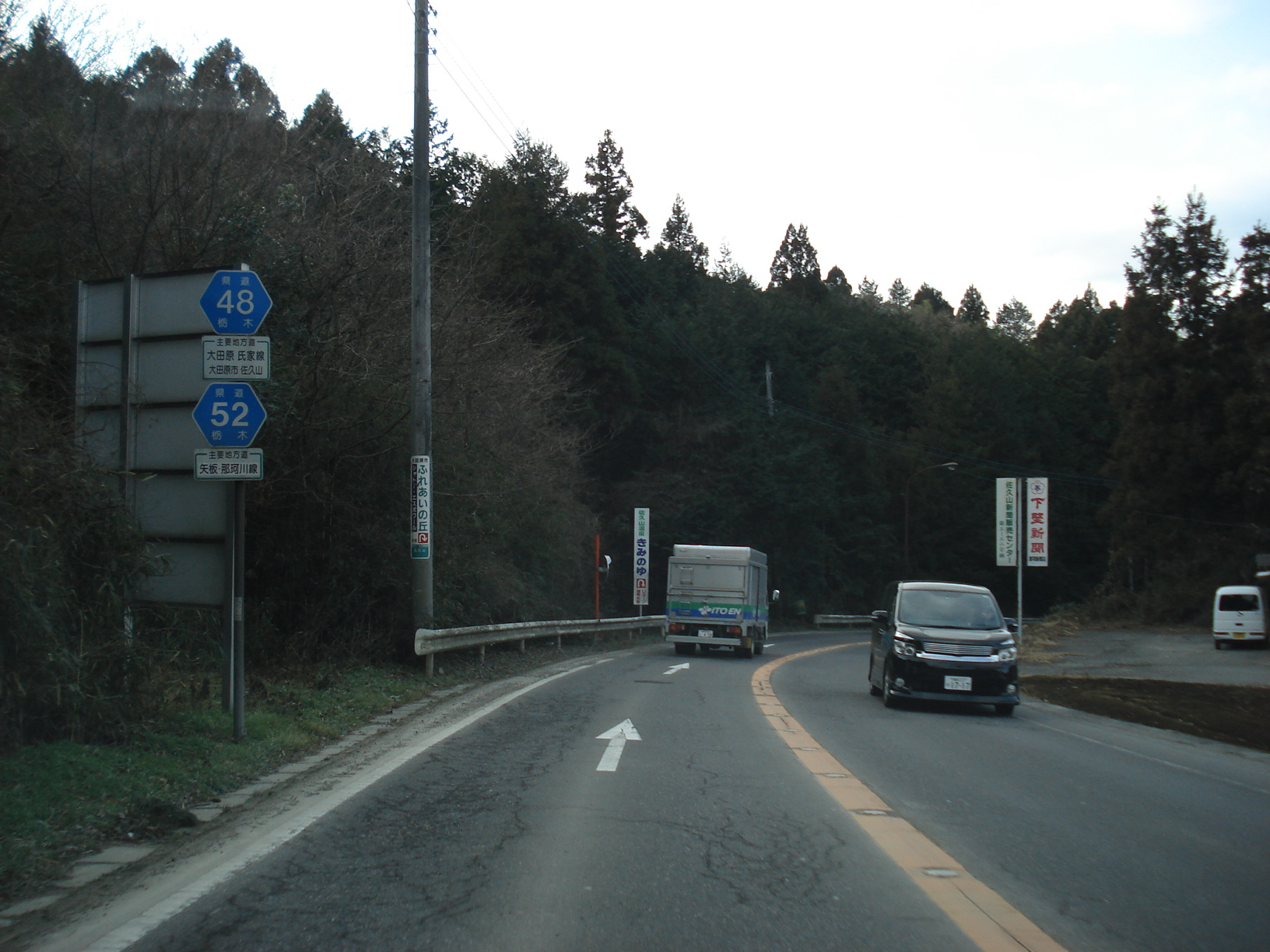
大田原市佐久山（県道52号重複区間）

栃木県道48号大田原氏家線（とちぎけんどう48ごう おおたわらうじいえせん）は、栃木県大田原市からさくら市に至る県道（主要地方道）である。

## 概要
栃木県中央部（宇都宮都市圏）と、栃木県北部を結ぶ道路として、西側に並行して走る国道4号の補完的機能を有する道路である。
完全な一本道ではなく、数箇所で左折・右折を繰り返す複雑な構造となっている。それでも、時間帯によって混雑する国道4号のバイパス的道路として、地元住民の利用が多い。

### 路線データ
- 総延長：24.596 km
- 実延長：24.596 km
- 起点：栃木県大田原市新富町3丁目（神明町交差点＝国道461号交点）
- 終点：栃木県さくら市桜野（桜野交差点＝国道293号交点）
- 認定：1977年（昭和52年）1月11日

## 歴史
- 1961年（昭和36年）4月1日 - 主要地方道大田原喜連川線として認定。
- 1977年（昭和52年）1月11日 - 路線変更により大田原氏家線に改称。
- 1993年（平成5年）5月11日 - 建設省から、県道大田原氏家線が大田原氏家線として主要地方道に指定される[1]。

## 路線状況

### 別名
- 旧陸羽街道

### 重複区間
- 栃木県道52号矢板那珂川線（大田原市佐久山 地内）

## 地理

### 通過する自治体
- 大田原市
- さくら市

## 交差する道路
- 国道461号（起点）
- 栃木県道170号親園南金丸線（大田原市親園・親園小学校前）
- 栃木県道192号滝沢野崎停車場線（大田原市滝沢）
- 栃木県道52号矢板那珂川線（大田原市佐久山）
- 栃木県道52号矢板那珂川線（大田原市佐久山）
- 栃木県道114号佐久山喜連川線（大田原市佐久山）
- 栃木県道25号那須烏山矢板線（さくら市上河戸交差点）
- 栃木県道161号下河戸片岡線（さくら市下河戸）
- 栃木県道74号塩谷喜連川線（さくら市鷲宿梶内交差点）
- 栃木県道180号蒲須坂喜連川線（さくら市箱森新田）
- 国道293号（終点）